# Franc francès
El franc francès (en francès franc français o, simplement, franc) és l'antiga moneda de França, que va ser introduïda el 1795, substituïda per l'euro l'1 de gener del 1999 i desapareguda definitivament de la circulació el 18 de febrer del 2002, a una taxa de canvi d'1 euro per 6,5596 francs francesos. De 1360 a 1641 ja havia existit una moneda amb el mateix nom, que equivalia a una lliura tornesa.
El franc es dividia en 100 cèntims (en francès centimes, singular centime). El codi ISO 4217 era FRF, i s'usaven el símbol ₣ i les abreviatures fr o FF.
A l'època del canvi a l'euro, el 2002, en circulaven monedes de 5, 10 i 20 cèntims i ½, 1, 2, 5, 10 i 20 francs, i bitllets de 20, 50, 100, 200 i 500 francs. L'organisme encarregat de l'emissió dels bitllets era el Banc de França (Banque de France), mentre que les monedes s'encunyaven a la Casa de la Moneda de París (Monnaie de Paris).
El franc francès també va ser la moneda de curs legal a Andorra (juntament amb la pesseta), Mònaco (la casa de la moneda de França també encunyava peces de franc monegasc amb l'efígie del príncep de Mònaco, però no bitllets) i els territoris francesos de la Guaiana Francesa, Guadeloupe, Martinica, la Reunió, Saint-Pierre i Miquelon i Mayotte.